# بارائو دو تریونفو
بارائو دو تریونفو (به پرتغالی: Barão do Triunfo) یک منطقهٔ مسکونی در برزیل است که در ریو گرانده جنوبی واقع شده‌است. بارائو دو تریونفو ۷٬۵۱۹ نفر جمعیت دارد.